# Hasan Beyzâde
Hasan Beyzâde Ahmed Pascha, genannt Hamdi († 1636/37 in Istanbul), war ein osmanischer Chronist und Beamter.

## Leben
Hasan trug seinen Beinamen Beyzâde als Referenz an seinen Vater re'isülküttab („Außenminister“) Küçük Hasan Bey. Ort und Datum seiner Geburt sind unbekannt. Er erhielt seine Ausbildung in einer medrese („Hochschule“), anschließend trat er um 1590 in den Dienst des Sultans-Rates zur Zeit des Außenministers Dal Mehmed Efendi († 1597/98).
Den „Langen Krieg“ machte er unter verschiedenen Feldherren mit. Während des Eger-Feldzuges von Mehmed III. war er Kurier (teslimati) und Sekretär (tezkireci) beim Großwesir Damat İbrahim Pascha († 1601). Nach der Teilnahme am Varad-(Nagyvarad)-Feldzug im Gefolge von Satırcı Mehmed Pascha († 1598/99) kehrte Hasan nach Istanbul zurück und trat wieder in den Dienst von Damat İbrahim Pascha. Er begleitete ihn 1599 bei der Uyvar-(Nové Zámky/Neuhäusl)-Expedition als stellvertretender Sekretär, später als Oberster Sekretär (baştezkireti). Diesen Rang bekleidete er auch beim Zug nach Qanije (Nagykanizsa) im Jahre 1600. Anschließend wurde er zum stellvertretenden Außenminister (re'isülküttab vekaleti) ernannt. Abermals Oberster Sekretär war er 1602 bei der Wiedereroberung von Istolni-Belgrad (Székesfehérvár), sowie bei der Belagerung von Peste (Pest) im selben Jahr.
Der Großwesir Yavuz 'Ali Pascha († 1604) entließ ihn aus seinen Ämtern, er blieb jedoch Sekretär des Stellvertreters von Yavuz, Ahmed Pascha († 1613). Nach seiner Wiedereinstellung wurde er 1604 stellvertretender Leiter des Einkommensteueramtes (defter-i haqani emini) und Leiter des Grundbesitz-Amtes (defter emini). Hasan arbeitete ab 1605 als Direktor der Finanzverwaltung in den anatolischen Provinzen, in Tuna, Karaman und Haleb (Aleppo), später als Generalgouverneur von Karaman und Kefe auf der Krim (Feodossija). Bei den Feldzügen in Erdel (Transsylvanien) und Eflak (Walachei) war er wieder als Sekretär im Heere dabei und wurde anschließend neuerlich Gouverneur in Kefe. Bei seiner Rückreise von der Krim nahm er an der Verteidigung von Varna gegen die Kosaken teil. Neuerlich wurde er dann Chef der Finanzverwaltung in Karaman, Haleb und Tuna. Beim Feldzug gegen die Polen und Kosaken in Bogdan (Fürstentum Moldau) leitete er die Kontrolle der Staatsausgaben des Heeres.
In der Amtsperiode 1621 bis 1625 des Finanzministers (başdefterdar) Baqi Pascha († 1626/27) war Hasan ohne öffentliches Amt. Erst am Revan-(Jerewan)-Feldzug von Sultan Murad IV. im Jahre 1635 nahm er wieder in einer nicht näher bekannten Position teil. Kurz nach seiner Rückkehr starb Hasan Beyzâde in Istanbul, als Todesjahr wird 1636/37 angegeben; er wurde auf dem heute nicht mehr bestehenden Friedhof von Gümüşsuryu im Stadtteil Beyoğlu beigesetzt.

## Werke
- Ta'rih („Chronik“)

Dieses Werk ist in sechs von Hasan Beyzâde verfassten Versionen überliefert, die in der Zeit von 1623 bis 1635 entstanden sind. Die erste ist ohne Einleitung, in der zweiten stellt er das Konzept der Chronik vor, in den weiteren Versionen werden die Personen, die jeweils diese Edition beeinflusst haben, benannt. Alle sechs Versionen teilen sich in Abschnitte, in denen Hasan ältere Chroniken als Grundlage verwendet und in solche, wo er Selbsterlebtes und -beobachtetes berichtet. Ein breites Feld nehmen die Aufzählung der Taten der Nächstenliebe einiger Sultane sowie die Lebensläufe von Prinzen, Wesiren und geistlichen Würdenträgern ein.
- Uṣūl al-ḥikam fī niẓām al-ʿālam

Eine Übersetzung des Titels ist in der deutschsprachigen Literatur noch nicht vorhanden. Für den Großwesir von Sultan Osman II., Güzelce 'Ali Pascha († 1621), schrieb Hasan Beyzâde dieses politische Traktat (siyasetname). Es ist eine gekürzte Ausgabe zweier älterer Werke. An den Anfang stellt Hasan eine Autobiographie in 27 Versen. Nach dieser Einleitung folgen vier Kapitel und eine Zusammenfassung der beiden zugrundeliegenden Bücher "Ravzu'l-ahyar von Muhyiddin Mehmed b. Hasib Kasım und der arabischen Vorlage Rabi' al-abrar von Zamashari.
- Mecmu'a („Sammlung, Kompendium“)

Hier handelt es sich um eine Sammlung von Schriften und Gedichten Hasan Beyzâdes, z. B. drei Kopien des Berichtes über den Feldzug nach Qanije (1600), sowie zwanzig Briefkopien und einige Fatwas (Rechtsgutachten). Diese Sammlung befand sich in Privatbesitz, jedoch wurde sie nach dem Tod des Besitzers bei der Aufstellung des Erbes durch die Yapı ve Kredi Bankasi (“Bau- und Kreditbank”) nicht mehr erwähnt. Eine wissenschaftliche Aufarbeitung ist daher derzeit nicht möglich. Lediglich in zwei Artikeln des ursprünglichen Besitzers Cavit Baysun über Hasan Beyzâde beziehungsweise seinen Vater Küçük Hasan Bey wird die Sammlung genannt und detailliert beschrieben.

## Manuskripte
- Ta'rih,

1. Edition:
Istanbul, Arkeoloji Müzeleri Kütüphanesi („Bibliothek des Archäologischen Museums“), Nr. 482, 422 Folios.
Istanbul, Süleymaniye Kütüphanesi („Bibliothek der Süleymaniye Moschee“), Haidiye 898, 428 Folios.
Istanbul, Topkapı Sarayı Müzesi Kütüphanesi („Bibliothek des Topkapi-Serail-Museums“), Hazine 1585, 109 Folios.
2. Edition:
Istanbul, Nuruosmaniye Kütüphanesi, Nr. 3105, 321 Folios.
Istanbul, Topkapı Sarayı Müzesi Kütüphanesi, Emanet Hazinesi 1434, 486 Folios.
Paris, Bibliothèque nationale de France („Französische Nationalbibliothek“), Ancien Fonds Turc Nr. 124, 600 Folios.
3. Edition:
Kairo, Kutubhana al-Hidiwiyya („al-Hidiwiyya-Koranschule“), Nr. 8836/40, 325 Folios.
Istanbul, Arkeoloji Müzeleri Kütüphanesi, Nr. 481, 320 Folios.
Istanbul, Nuruosmaniye Kütüphanesi, Nr. 3134, 222 Folios.
Istanbul, Ragıb Paşa Kütüphanesi, Nr. 987, 389 Folios.
Istanbul, Süleymaniye Kütüphanesi, Hamidiye 974, 190 Folios.
Wien, Österreichische Nationalbibliothek, Nr. OH 19, 326 Folios.
Wien, Österreichische Nationalbibliothek, Nr. OH 65, 185 Folios.
4. Edition:
Istanbul, Arkeoloji Müzeleri Kütüphanesi, Nr. 234, 538 Folios.
Istanbul, Istanbul Üniversitesi Kütüphanesi („Bibliothek der Universität Istanbul“), TY 6028, 417 Folios.
5. Edition:
Dr. Orhan Köprülü Öze Kütüphanesi, 93 Folios.
6. Edition:
Ankara, Türk Tarih Kurumu Kütüphanesi („Bibliothek der Türkischen Historischen Gesellschaft“), Nr. Y517, 370 Folios.
Istanbul, Nuruosmaniye Kütüphanesi, Nr. 3106, 610 Folios.
Istanbul, Topkapı Sarayı Müzesi Kütüphanesi, Bağdad Köşkü 207, 405 Folios.
Konya, Mevlana Müzesi Kütüphanesi („Bibliothek des Mevlana-Museums“), Nr. 3086, 400 Folios.
Wien, Österreichische Nationalbibliothek, Nr. Mxt. 199, 100 Folios.
- Uṣūl al-ḥikam fī niẓām al-ʿālam:

Istanbul, Istanbul Üniversitesi Kütüphanesi, TY 6944, 20 Folios.
Istanbul, Belediye Kütüphanesi – Atatürk Kitaplığı („Stadtbibliothek Istanbul – Abteilung Atatürk“), Belediye Yazmaarı O-49, 23 Folios.
- Mecmu'a:

Ehemals Privatbibliothek von Cavit Baysun, derzeitiger Aufbewahrungsort unbekannt.